# 貝尼河

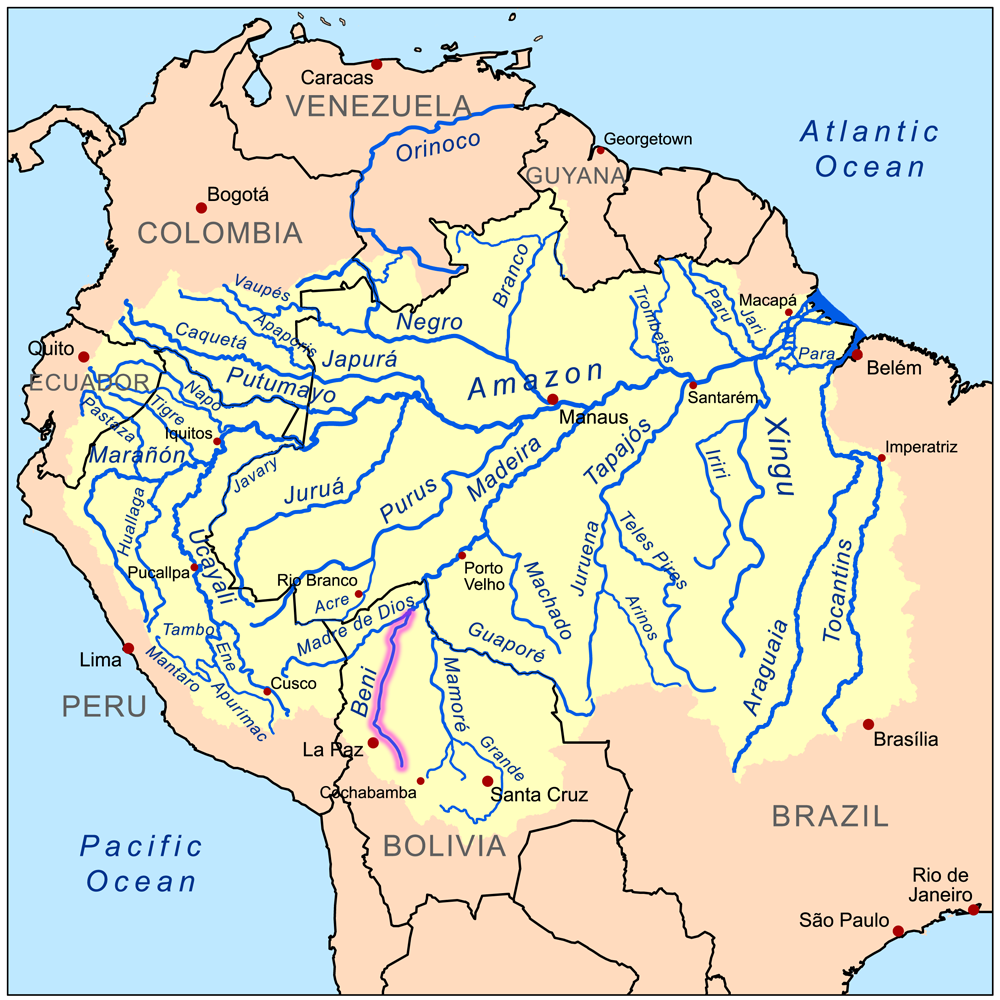
亞馬遜盆地（紫色為貝尼河）

貝尼河（西班牙語：Río Beni）是玻利維亞北部的河流，從發源地拉巴斯流經潘帕平原，與Tuichi River匯流後流經熱帶雨林。
貝尼河在玻利維亞和巴西的邊境流入馬莫雷河。
10°22′56″S 65°23′25″W / 10.3821°S 65.3903°W